# Thomas Menino
Thomas Michael Menino (Boston, 27 dicembre 1942 – Boston, 30 ottobre 2014) è stato un politico statunitense.

## Biografia
È noto per aver ricoperto, dal 1993 al 2014, l'incarico di sindaco di Boston, capoluogo della contea di Suffolk e capitale dello stato del Massachusetts. Oltre a essere stato il primo sindaco italo-americano della città, è stato anche quello che ne ha ricoperto l'incarico più a lungo.